# تشارلز إف. بريان
تشارلز إف. بريان (بالإنجليزية: Charles F. Bryan)‏ هو ملحن أمريكي، ولد في 26 يوليو 1911 في ميكمينفيل في الولايات المتحدة، وتوفي في 7 أغسطس 1955 في بينسون في الولايات المتحدة.